# Corografia
La corografia (da χῶρος khôros, "luogo" oppure da χώρᾱ khṓrā "paese, terra" + γράφειν gráphein, "scrivere"), detta anche geografia corografica o corologia, è la descrizione di fatti o di fenomeni geografici, limitatamente a una determinata regione. 
La carta corografica è volta infatti a rappresentare una regione più o meno ampia della superficie della Terra sotto il profilo sia fisico sia antropico, indicando le eventuali relazioni di interdipendenza tra i fatti osservati.
La scala di rappresentazione è generalmente compresa tra 1:100.000 e 1:1.000.000.
Dalla voce discende il più utilizzato aggettivo "corografico", che indica la descrizione di una zona su carta, e il nome "corografo", vale a dire un geografo che si dedica allo studio della corografia ed è autore di opere corografiche.
Nell'ambito dell'ingegneria stradale, la carta corografica rappresenta una delle parti del progetto preliminare per la costruzione di una strada, e in essa è riportato l'andamento planimetrico della strada medesima.
La disciplina della corografia si è sviluppata nel Nord Italia a partire dal XVIII secolo.

## Esempi di saggi corografici

### Sedicesimo secolo
- Giovanni Francesco Fara, De chorographia Sardiniae, Sassari 1580.

### Diciottesimo secolo
- Carlo Giuseppe Maria Reina, Descrizione corografica et istorica della Lombardia, Milano 1714.
- Giovanni Targioni Tozzetti, Prodromo della corografia e della topografia fisica della Toscana, nella Stamperia imperiale, Firenze 1754.
- Lodovico Ricci, Corografia dei territori di Modena, Reggio, e degli altri stati già appartenenti alla casa d'Este, eredi di Bartolomeo Soliani, Modena 1788.
- Giuseppe Morozzo, Analisi della carta corografica del patrimonio di San Pietro corredata di alcune memorie storiche ed economiche nella stamperia Giunchiana, Roma 1791.

### Diciannovesimo secolo
- Giovanni Battista Rampoldi, Corografia dell'Italia, 3 voll., Fontana, Milano 1832-1834.
- Attilio Zuccagni-Orlandini, Corografia fisica, storica e statistica dell'Italia e delle sue isole, corredata di un atlante, di mappe geografiche e topografiche, e di altre tavole illustrative, 12 voll., presso gli editori, Firenze 1833-1845.
- Giacomo Arditi, Corografia fisica e storica della provincia di Terra d'Otranto, Tip. Scipione Ammirato, Lecce 1879.
- Angelo Mazzi, Corografia bergomense nei secoli VIII, IX e X, Bergamo, 1880.
- Nunzio Federigo Faraglia, Saggio di corografia abruzzese medioevale, Tip. Giannini, Napoli 1892.

### Ventesimo secolo
- Theobald Fischer, La penisola italiana. Saggio di corografia scientifica, a cura di V. Novarese, F.M. Pasanisi, F. Rodizza, Unione Tipografico-Editrice, Torino 1902.
- Dino Gribaudi, Il Piemonte nell'antichità classica. Saggio di corografia storica, Silvestrelli & Cappelletto, Torino 1928.
- Leonardo Ricci, Geografia e corografia dell'Europa, La Goliardica, Milano 1955.